# Periporphyrus erythromelas
Periporphyrus erythromelas là một loài chim trong họ Cardinalidae.